# ۵۶۷ (میلادی)
۵۶۷ (میلادی) پانصد و شصت و هفتمین سال تقویم میلادی است.

## درگذشتگان
- شاریبرت یکم، پادشاه پاریس

‎